# Стівен Дейвіс
Стівен Дейвіс (англ. Steven Davis, нар. 1 січня 1985, Балліміна) — північноірландський футболіст, півзахисник клубу «Рейнджерс».
Найбільш відомий виступами за «Рейнджерс», з яким став чотириразовим чемпіоном Шотландії та по три рази вигравав Кубок Шотландії та Кубок шотландської ліги. Також виступав за національну збірну Північної Ірландії, будучи її капітаном на чемпіонаті Європи 2016 року і є рекордсменом команди за кількістю проведених матчів.

## Клубна кар'єра
Вихованець клубу «Астон Вілла». З 2004 року став виступати за першу команду, в якій провів три сезони, взявши участь у 102 матчах в усіх турнірах і забив дев'ять голів. Більшість часу, проведеного у складі «Астон Вілли», був основним гравцем команди.
Влітку 2007 року разом із одноклубником Аароном Г'юзом перейшов у «Фулгема» на запрошення нового тренера «дачників» Лоурі Санчеса, знайомого з Дейвісом по збірній, який казав, що Стівен може бути «ще одним Френком Лемпардом». У новій команді північноірландець став основним гравцем, зігравши до кінця року 25 ігор в усіх турнірах, але після звільнення Санчеса втратив місце і 31 січня 2008 року Дейвіс був відданий в оренду у шотландський «Рейнджерс» до кінця сезону. Під час терміну своєї оренди Дейвіс зіграв 26 матчів і забив один гол у ворота «Вердера» (2:0) у Кубку УЄФА. Грав у фіналі Кубка УЄФА, програному російському «Зеніту» з рахунком 0:2, а також відіграв важливу роль у завоюванні того року підопічними Волтера Сміта Кубка Шотландії та Кубка ліги.

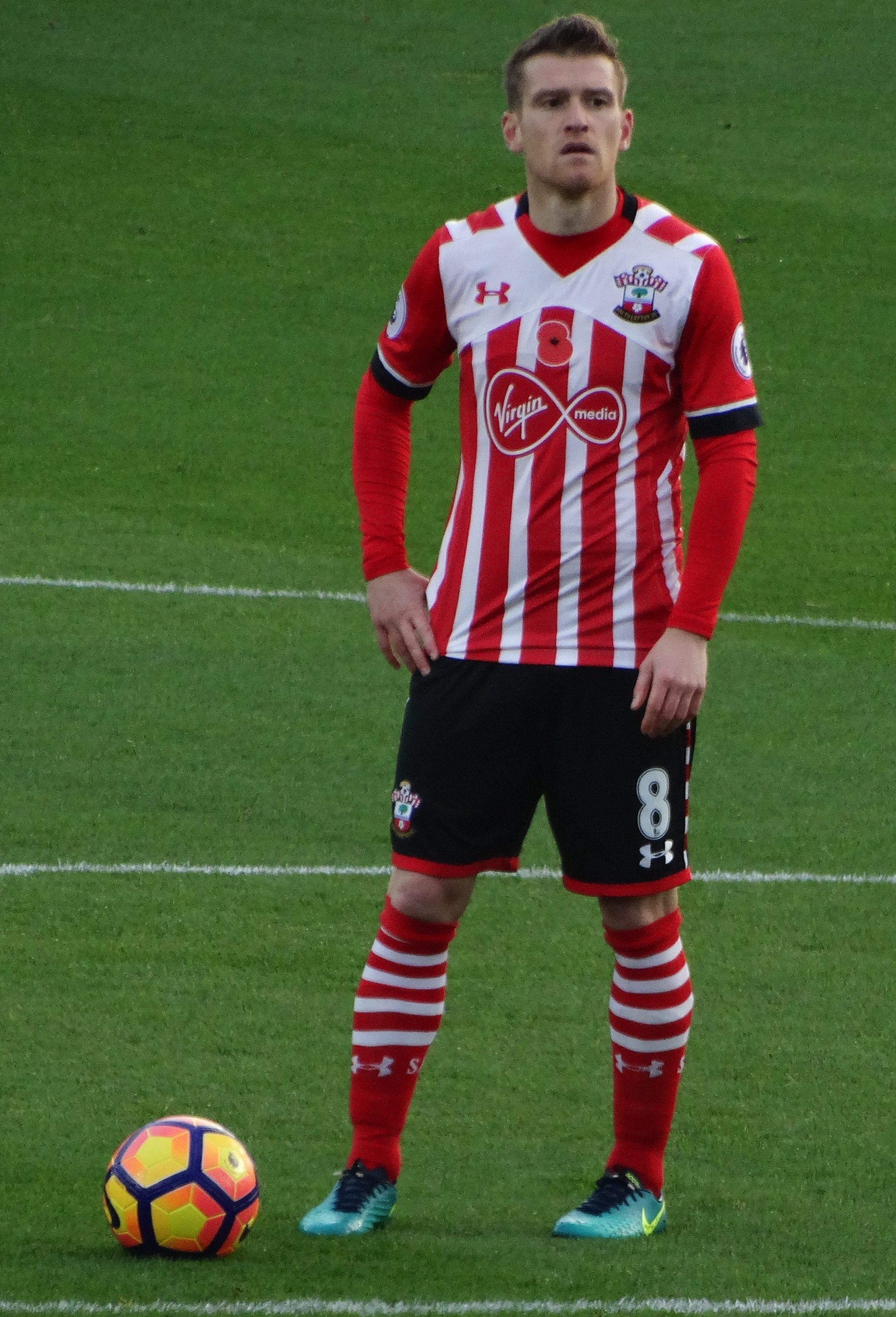
Стівен Дейвіс під час виступів за «Саутгемптон». 2016 рік.

21 серпня 2008 року шотландці викупили контракт гравця за 3 мільйони фунтів стерлінгів, підписавши з ним чотирирічний контракт. У першому ж сезоні він допоміг клубу здобути «золотий дубль», вигравши чемпіонат і кубок країни, а у наступному був визнаний гравцем року у Шотландії за версією ПФА і вдруге виграв чемпіонат та Кубок шотландської ліги, здобувши ці два трофеї і наступного сезону 2010/11. 19 липня 2011 року Дейвіс підписав новий п'ятирічний контракт з «Рейнджерс» і став тимчасовим капітаном команди за відсутності офіційного капітана клубу Девіда Вейра протягом першої частини сезону 2011/12.
2012 року «Рейнджерс» через фінансові проблеми було відправлено до нижчих ліг і Дейвіс у статусі вільного агента покинув клуб і натомість 6 липня 2012 року підписав трирічний контракт з клубом англійської Прем'єр-ліги «Саутгемптон». У новій команді одразу став основним гравцем і був фіналістом Кубка ліги у 2017 році. 16 вересня 2017 року у грі проти «Крістал Пелес» Дейвіс провів свій 200-й матч за «Саутгемптон» і забив у тому матчі єдиний гол, принісши своїй команді перемогу з рахунком 1:0. Всього за шість з половиною сезонів Дейвіс встиг відіграти за клуб з Саутгемптона 226 матчів в усіх турнірах і забити 14 голів.
6 січня 2019 року повернувся до «Рейнджерса» на правах оренди до кінця сезону 2018/19, по завершенні якої підписав з клубом повноцінний контракт. 2021 року Дейвіс допоміг «Рейнджерсу» вперше за 10 років виграти чемпіонський титул, завершивши сезон без поразок і набравши рекордні 102 очки та отримав звання найкращого гравця року за версією Шотландської асоціації футбольних журналістів. Наступного року він став з командою володарем Кубка Шотландії, зігравши в тому числі у фіналі проти «Гарт оф Мідлотіана» (2:0), а також допоміг команді стати фіналістом Ліги Європи.

## Виступи за збірну
9 лютого 2005 року дебютував в офіційних матчах у складі національної збірної Північної Ірландії в товариській грі проти Канади (0:1). Перший гол за збірну забив 8 жовтня того ж року в матчі кваліфікації до чемпіонату світу 2006 року проти Уельсу (2:3).

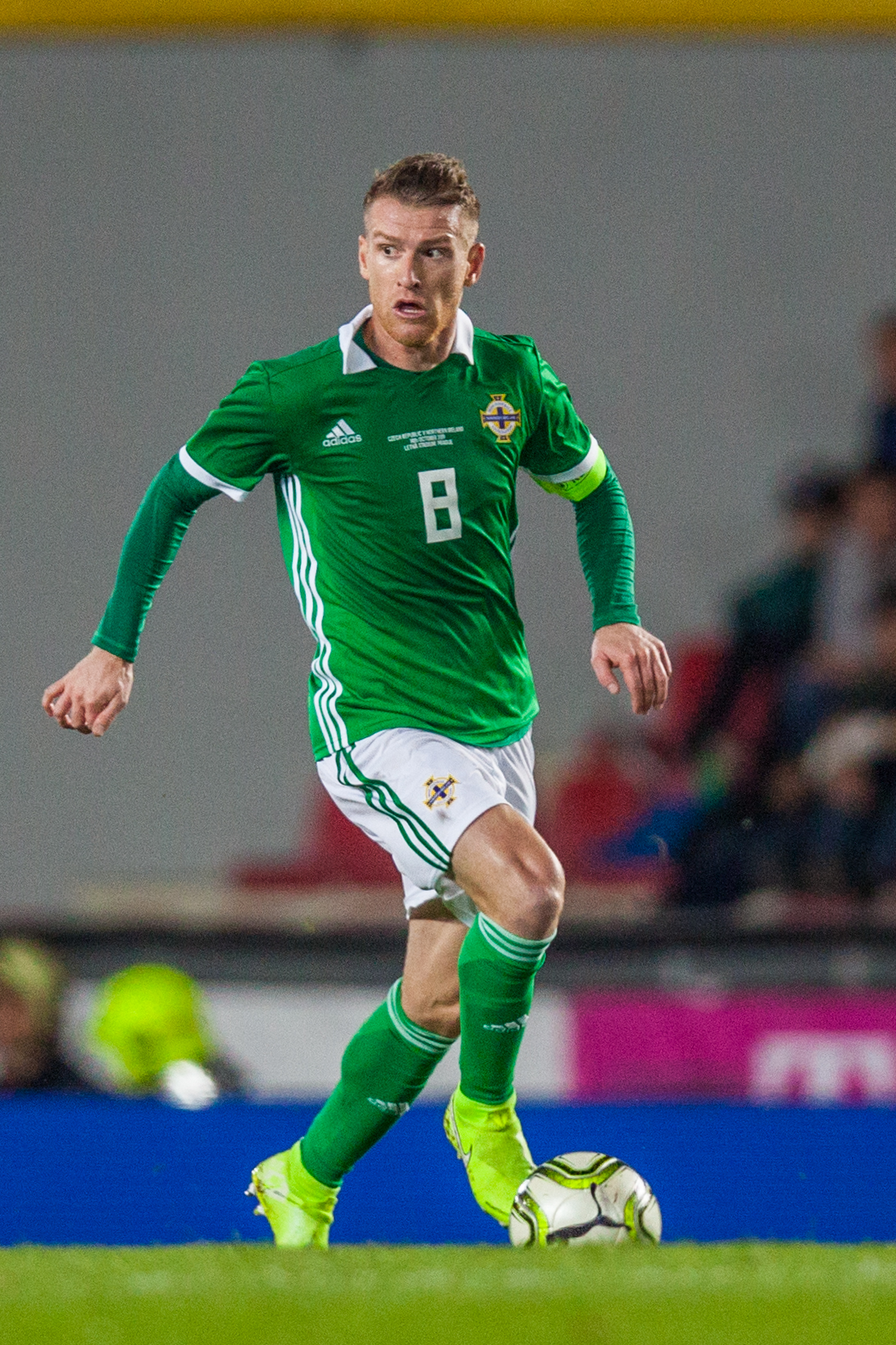
Стівен Дейвіс у складі національної збірної Північної Ірландії. 2019 рік.

21 травня 2006 року він став наймолодшим капітаном в історії збірної Північної Ірландії, вивівши свою команду на товариський матч проти Уругваю (0:1) в Сполучених Штатах.
8 жовтня 2015 року Дейвіс відзначився дублем у матчі відбору на Євро-2016 з Грецією (3:1), завдяки чому північноірландці вперше у своїй історії вийшли до фінальної стадії чемпіонатів Європи. На самому чемпіонаті Європи 2016 року у Франції Дейвіс був капітаном команди, зігравши у всіх 4 іграх своєї команди.
7 вересня 2020 року Дейвіс зіграв у матчі Ліги націй УЄФА проти Норвегії (1:5) і повторив рекорд Пета Дженнінгса, який провів 119 матчів за збірну. Через місяць, 8 жовтня 2020 року, він провів свій 120-й матч за збірну в плей-офф кваліфікації до Євро-2020 проти Боснії та Герцеговини (1:1), ставши таким чином гравцем з найбільшою кількістю матчів в історії збірної Північної Ірландії.
31 березня 2021 року Дейвіс вийшов у складі збірної Північної Ірландії в домашньому матчі третього туру відбіркового турніру чемпіонату світу 2022 року проти збірної Болгарії (0:0), провівши свій 126-й матч у національній команді і ставши рекордсменом за кількістю матчів серед усіх збірних Великої Британії (Англії, Шотландії, Уельсу та Північної Ірландії), перевершивши рекорд колишнього воротаря збірної Англії Пітера Шилтона (125 матчів за національну команду), який тримався з 1990 року.
Наразі провів у формі головної команди країни 134 матчі, забивши 13 голів.

## Досягнення

### Командні
- Чемпіон Шотландії (4):

«Рейнджерс»: 2008-09, 2009-10, 2010-11, 2020-21
- Володар Кубка шотландської ліги (3):

«Рейнджерс»: 2007-08, 2009-10, 2010-11
- Володар Кубка Шотландії (3):

«Рейнджерс»: 2007-08, 2008-09, 2021-22

### Особисті
- Кавалер ордена Британської імперії (MBE) за заслуги перед футболом: 2017[30]
- Гравець року за версією футболістів Шотландської професійної футбольної асоціації: 2010[31]
- Гравець року за версією Шотландської асоціації футбольних журналістів: 2020-21[20]
- Гравець місяця шотландської Прем'єр-ліги (2): січень 2010[32], вересень 2011
- У символічній збірній шотландської Прем'єр-ліги (4): 2008–09, 2009–10[33], 2011–12, 2020–21[34]
- Футболіст року у «Астон Віллі»: 2005–06[35]